# Parioli Challenger 1979
Il Parioli Challenger 1979 è stato un torneo di tennis facente parte della categoria ATP Challenger Series nell'ambito dell'ATP Challenger Series 1979. Il torneo si è giocato a Parioli in Italia dal 1 al 7 maggio 1979 su campi in terra rossa.

## Vincitori

### Singolare
Dominique Bedel ha battuto in finale  Corrado Barazzutti con il punteggio di 6–4, 7–5

### Doppio
Phil Dent /  Dick Crealy hanno battuto in finale  Syd Ball /  Kim Warwick con il punteggio di 6–3, 3–6, 7–6